# Натан, Шули
Шули Натан (ивр. שולי נתן‎; 16 марта 1947, Лондон, Англия) — израильская певица и композитор. Прославилась в ходе Фестиваля израильской песни 1967 года исполнением песни «Золотой Иерусалим», ставшей неофициальным гимном Иерусалима.

## Биография

### Семья, детство, юность
Шули Натан (при рождении Шуламит Борнфройнд) родилась в Лондоне в семье художника Иегошуа Борнфройнда (1915—1990) и его жены Хавы (1915—1970). Отец, родившийся в деревне Збороз-Бардиов недалеко от Братиславы, в Словакии, прибыл в Англию в качестве беженца в 1939 году. В Англии он встретил Хаву (Еву) Натан, беженку из Германии. Хава родилась в Гамбурге в старинной еврейской семье выходцев из Португалии. Её отец, Авраам Натан, был ведущим тенором в Гамбургской городской опере в начале XX века. Родители Шули поженились в 1945 году, сразу после войны.
В 1949 году, когда Шули было 2 года, семья репатриировалась в Израиль и поселилась в мошаве Бней-Атарот в центре страны. Когда Шули исполнилось 7 лет, семья переехала в Рамат-Ган. В начале своей музыкальной карьеры Шули взяла фамилию Натан (девичью фамилию матери).
Окончила среднюю школу «Блих». В возрасте 16 лет начала петь и играть на гитаре. Во время службы в армии была солдатом-учительницей: работала в поселениях юга Израиля, большинство населения которых были репатриантами из Северной Африки. Шули выучила их песни и часто пела их, аккомпанируя себе на гитаре. Участвовала в нескольких любительских радио-программах.

### Начало музыкальной карьеры
В одной из передач её впервые услышала Наоми Шемер, которая в то время писала песню «Золотой Иерусалим». Голос Шули Натан произвёл такое впечатление на Шемер, что она предложила молодой певице исполнить «Золотой Иерусалим» на ежегодном израильском фестивале песен, хотя даже не была с ней знакома. Несмотря на то, что организаторы фестиваля предлагали выбрать для этой песни более известную исполнительницу, Наоми Шемер настояла, чтобы пела именно Шули.
В результате во внеконкурсной части фестиваля на сцену вышла никому не известная Шули Натан и спела «Золотой Иерусалим» в сопровождении только своей гитары. Исполнение произвело впечатление на публику, зрители просили повторить песню. Во время второго исполнения люди вставали и пели припев вместе с Шули. В тот день Шули стала знаменитой. Через две недели началась Шестидневная война и песня стала гимном и молитвой этой войны. Во время войны Шули Натан продолжала служить в армии; её часто приглашали выступить перед солдатами. Песня «Золотой Иерусалим» имела огромный успех: в тот год было продано порядка 300 тысяч пластинок с этой песней, что является рекордом продаж пластинок за всю историю Израиля.
Этот первый успех стал началом карьеры Шули Натан. После выступления на фестивале она записала альбом песен Наоми Шемер. В конце 1960-х годов, наряду с концертной деятельностью, изучала в Академии имени Рубина теорию музыки и сольфеджио. Выступала с концертами в Израиле и за его границами, в частности, в Нидерландах, Норвегии, Финляндии, США, Великобритании, Канаде, Австралии, Японии и странах Южной Америки. Большой известностью пользовались в её исполнении народные песни разных народов и традиционные еврейские песни на ладино и на идиш. Эти песни в переводе на иврит вошли в два её следующих альбома, наряду с песнями современных авторов, написанными специально для неё. В 1968 году Шули Натан познакомилась с известной певицей Нехамой Гендель, которая, как и она, была приверженцем стиля «Фолк» и народных песен. Они давали совместные концерты и записали вместе несколько песен.

### Замужество, дети
В 1975 году Шули Натан вышла замуж за американского еврея Мэттью Вейсса, программиста, с которым познакомилась во время поездки в Англию. Семья поселилась в Раанане. У Шули и Мэттью пятеро детей (четверо сыновей: Кеннет, Орион, Шон и Харель и дочь Мира). Когда родился её первый сын, Шули оставила музыкальную карьеру и полностью посвятила себя воспитанию детей. Когда младший сын пошёл в детский сад, она вновь взяла гитару и начала сочинять музыку для новых песен.

### Продолжение карьеры
Песни Шули Натан, написанные после длительного перерыва, появились в 1990 году на кассете под названием «Ям шель ор» («Море света»). Она вернулась к концертной деятельности и впоследствии выпустила ещё несколько альбомов. Публика тепло встретила Шули Натан; несмотря на долгое отсутствие, её не забыли. В 1994 году, после продолжительного пребывания за границей, в Израиль вернулась Нехама Гендель. Возобновилось творческое сотрудничество Натан и Гендель. Они выступали в совместной программе под названием «Как дела, сестра?», а также записали дуэт «Ха-дерех птуха» («Дорога открыта») — перевод американской песни, сделанный Нехамой. В 1998 году Гендель скончалась от неожиданной остановки сердца. Натан посвятила ей альбом «Дорога открыта», вышедший в 1999 году и включавший, кроме одноимённой песни, как новые, так и старые песни Натан, среди них «Ка-эле хайю ха-ямим» («Такие были дни», на музыку романса «Дорогой длинною»), «Рехев эш» («Огненная колесница») и, конечно, «Золотой Иерусалим».
Шули Натан — одна из наиболее известных в Израиле исполнительниц народных песен, а также музыки и песен в стиле «фолк». Её репертуар состоит не только из песен, популярных сегодня, но включает и тщательно отобранные, лучшие песни, как старые, так и новые. Многие песни приобрели известность благодаря Шули, среди них: «Ми ха-иш» («Кто этот человек»), стихи из Псалмов, музыка Баруха Хаита; «Ана Эли» («Пожалуйста, Господи»),  стихи Франциска Ассизского, музыка Шули Натан; «Рехев эш» («Огненная колесница»), стихи и музыка Наоми Шемер; «Земер» («Мелодия») и «Бе-гани нетаэтиха» («Посадила тебя в своём саду»), стихи Рахель, музыка Наоми Шемер; «Матай ха-йом» («Когда сегодня»), традиционная марокканская песня тоски по Иерусалиму.
В 2004 году при подготовке концерта, посвящённого Наоми Шемер, организатор мероприятия Дуду Эльхарар не предложил Шули Натан участвовать в нём. Предполагалось, что «Золотой Иерусалим» на этом вечере исполнит певица Рита. Это решение вызвало протест других участников и многочисленных поклонников Натан. В результате Эльхарар изменил решение и пригласил Шули Натан для исполнения «Золотого Иерусалима», а Рите предложил другую песню.

## Альбомы
- שרה שירים עבריים «Шара ширим ивриим» («Поёт еврейские песни») (1967)
- שירי נעמי שמר «Ширей Наоми Шемер» («Песни Наоми Шемер») (1968)
- שולי נתן «Шули Натан» («Шули Натан») (1968)
- מתי היום «Матай ха-йом» («Когда сегодня») (1969)
- טיול «Тиюль» («Экскурсия») (1969)
- אנעים זמירות ושירים אארוג «Анъим змирот ве-ширим ээрог» («Сочиню песнопения и стихи сотку») (название альбома по-английски: «Songs of Praise» («Песни восхваления») (1973)
- ים של אור «Ям шель ор» («Море света») (1990)
- שירי תהילה «Ширей техила» («Песни восхваления») (1995)
- שירים אהובים «Ширим ахувим» («Любимые песни») (1999)
- הדרך פתוחה «Ха-дерех птуха» («Дорога открыта») (1999)
- בעיקר קרליבך «Бе-икар Карлибах» («В основном Карлибах») (2003)
- מזרח מקרוב ומרחוק «Мизрах ми-каров у-ме-рахок» («Восток сблизи и издалека») (2008)
- לקט «Лекет» («Подборка») (2011)